# Bayview Avenue
Pour les articles homonymes, voir Bayview.
Bayview Avenue, anciennement East York Road, est une route orientée du Nord au Sud située dans la ville de Toronto, en Ontario, au Canada. Elle emprunte le chemin d'une ancienne ligne de concession, la première parallèle à l'Est de Yonge Street.